# Falkenbach
A Falkenbach egy német pagan metal/viking metal együttes.

## Története
1989-ben alakultak meg Izlandon, ahol a demólemezeiket rögzítették. Nem sokkal ezek után áttelepültek Németországba. Első albumaik és demólemezeik izlandi nyelven szólnak, de énekelnek angolul és ónémetül is. Dalaik egyszerre ötvözik a folk, pagan, viking és black metal műfajokat. Legelső nagylemezüket 1995-ben rögzítették, amely a "Fireblade" címet kapta volna, de 1996-ra leállították a munkálatokat, és az album végül az "...En their medh ríki fara..." címet kapta. Második stúdióalbumuk 1998-ban jelent meg. Vrathyas Vakyas, a zenekar egyetlen eredeti tagja "jegelte" egy időre a projektet, hogy a saját lemezkiadó cégére, a Skaldic Art Productions-re koncentráljon. 2003-ban azonban visszatért a Falkenbach a stúdióba, és újabb nagylemezt dobtak piacra. 2005-ben, 2011-ben és 2013-ban is megjelentettek stúdióalbumokat.

## Tagok
Jelenlegi tagok
- Vrathyas Vakyas - gitár, akusztikus gitár, éneklés, billentyűk, dobok

Koncert tagok
- Hagalaz - gitár
- Tyrann - éneklés
- Boltthorn - dobok
- Albion - basszusgitár

## Diszkográfia
Stúdióalbumok
- ...En their medh ríki fara... (1996)
- ...Magni blandinn ok megintri... (1998)
- Ok nefna tysvar Ty (2003)
- Heralding - The Fireblade (2005)
- Tiurida (2011)
- Asa (2013)